# Stéphane Veilleux
Stéphane Veilleux (* 12. Februar 1981 in Saint-Georges, Québec) ist ein ehemaliger kanadischer Eishockeyspieler, der im Verlauf seiner aktiven Karriere zwischen 1998 und 2018 unter anderem 523 Spiele für die Minnesota Wild, Tampa Bay Lightning und New Jersey Devils in der National Hockey League (NHL) auf der Position des linken Flügelstürmers bestritten hat.

## Karriere

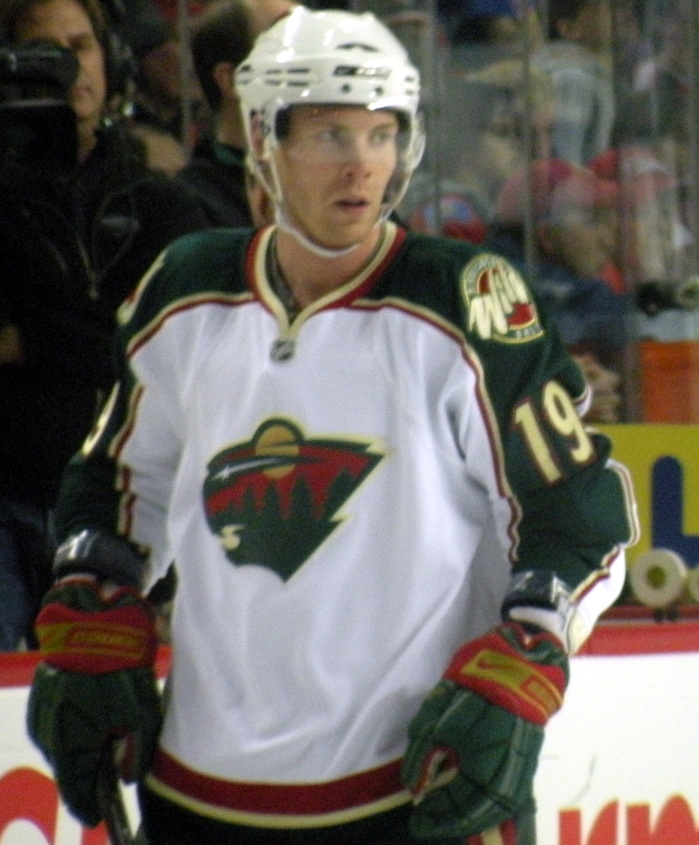
Stéphane Veilleux im Trikot der Minnesota Wild (2009)

Stéphane Veilleux begann seine Karriere als Eishockeyspieler in der kanadischen Juniorenliga Ligue de hockey junior majeur du Québec (LHJMQ), in der er von 1998 bis 2001 für die Tigres de Victoriaville und Foreurs de Val-d’Or aktiv war, wobei er mit den Foreurs in der Saison 2000/01 die Meisterschaft der Liga in Form der Coupe du Président gewann. Anschließend wurde er im NHL Entry Draft 2001 in der dritten Runde als insgesamt 93. Spieler von den Minnesota Wild aus der National Hockey League (NHL) ausgewählt.
Von 2001 bis 2005 spielte der Angreifer regelmäßig für deren Farmteam, die Houston Aeros aus der American Hockey League (AHL), mit denen er im Frühjahr 2003 den Calder Cup gewann. Nachdem Veilleux von 2002 bis 2004 nur gelegentlich für Minnesota in der NHL aufgelaufen war, stand er ab 2005 ausschließlich für die Wild als Stammspieler auf dem Eis. Nachdem sein Vertrag in Minnesota im Sommer 2009 ausgelaufen war, bekam er einen Einjahresvertrag bei den Tampa Bay Lightning, für die er in 77 Partien sechs Scorerpunkte erzielte. Ein Jahr später absolvierte er ein Probetraining bei den Anaheim Ducks, bekam aber keinen Vertrag angeboten.
Mitte Oktober 2010 wurde Veilleux von den Espoo Blues aus der finnischen SM-liiga unter Vertrag genommen, wo er für ein Jahr unterschrieb. Im Januar 2011 ging er zum HC Ambrì-Piotta in die Schweizer National League A (NLA) und unterzeichnete dort einen Kontrakt bis zum Saisonende. Im Anschluss unterzeichnete der Angreifer einen Zweiwegevertrag für eine Spielzeit bei den New Jersey Devils. Kurz vor der Trade Deadline Ende Februar 2012 transferierten ihn die New Jersey Devils gemeinsam mit Kurtis Foster, Nick Palmieri, einem Zweitrunden-Wahlrecht im NHL Entry Draft 2012 und einem leistungsbedingten Drittrunden-Wahlrecht im NHL Entry Draft 2013 zu den Minnesota Wild, um Marek Židlický zu verpflichten. Der Franko-Kanadier blieb den Wild schließlich bis zum Sommer 2015 treu. Neben Einsätzen für Minnesota in der NHL kam er aber auch im Verlauf der drei Spielzeiten auch immer wieder in der AHL zu Einsatzminuten.
Im Sommer 2015 wechselte er schließlich für die folgenden drei Jahre zum japanischen Klub Ōji Eagles, mit dem er in der Asia League Ice Hockey (ALIH) antrat. Nach der Spielzeit 2017/18 zog sich der 37-Jährige aus dem aktiven Sport zurück.

## Erfolge und Auszeichnungen
- 2001 Coupe-du-Président-Gewinn mit den Foreurs de Val-d’Or
- 2003 Calder-Cup-Gewinn mit den Houston Aeros

## Karrierestatistik
(Legende zur Spielerstatistik: Sp oder GP = absolvierte Spiele; T oder G = erzielte Tore; V oder A = erzielte Assists; Pkt oder Pts = erzielte Scorerpunkte; SM oder PIM = erhaltene Strafminuten; +/− = Plus/Minus-Bilanz; PP = erzielte Überzahltore; SH = erzielte Unterzahltore; GW = erzielte Siegtore; 1 Play-downs/Relegation; Kursiv: Statistik nicht vollständig)